# 察合公主
察合公主（約1193年—約1236年），成吉思汗眾妻妾之一，嵬名氏，察合是她的本名。她是西夏國主李安全之女，因此又被稱為「夏公主」。
1209年，蒙古軍入河西，李安全派其世子李承禎抗敵，戰敗；之後又派嵬名令公迎戰，令公戰敗被俘。李安全派使者向金朝求援，結果金主衛紹王認為應該讓這兩個敵國相攻，就沒有出兵。蒙古軍包圍了西夏首都中興府，但是遇上河堤潰決，於是想要退兵，便派太傅訛答進中興府進行招諭的工作，而李安全便將女兒察合獻給成吉思汗，希望與蒙古和親，依附做蒙古的臣下。成吉思汗便把察合納入後宮，班師回朝。
察合後來成為成吉思汗眾皇后之一，住在第三斡兒朵，排行為第三斡兒朵第六皇后，地位並不算高。道士丘處機前往西域而經過和林時，察合公主曾經與另一位皇后岐國公主各派遣使者送日用品與食物給他。
歷史上並沒有留下太多與察合相關的紀錄，但是西夏自從與蒙古和親後，國力日下，終於逐漸走向滅亡之路。